# Baumschutz

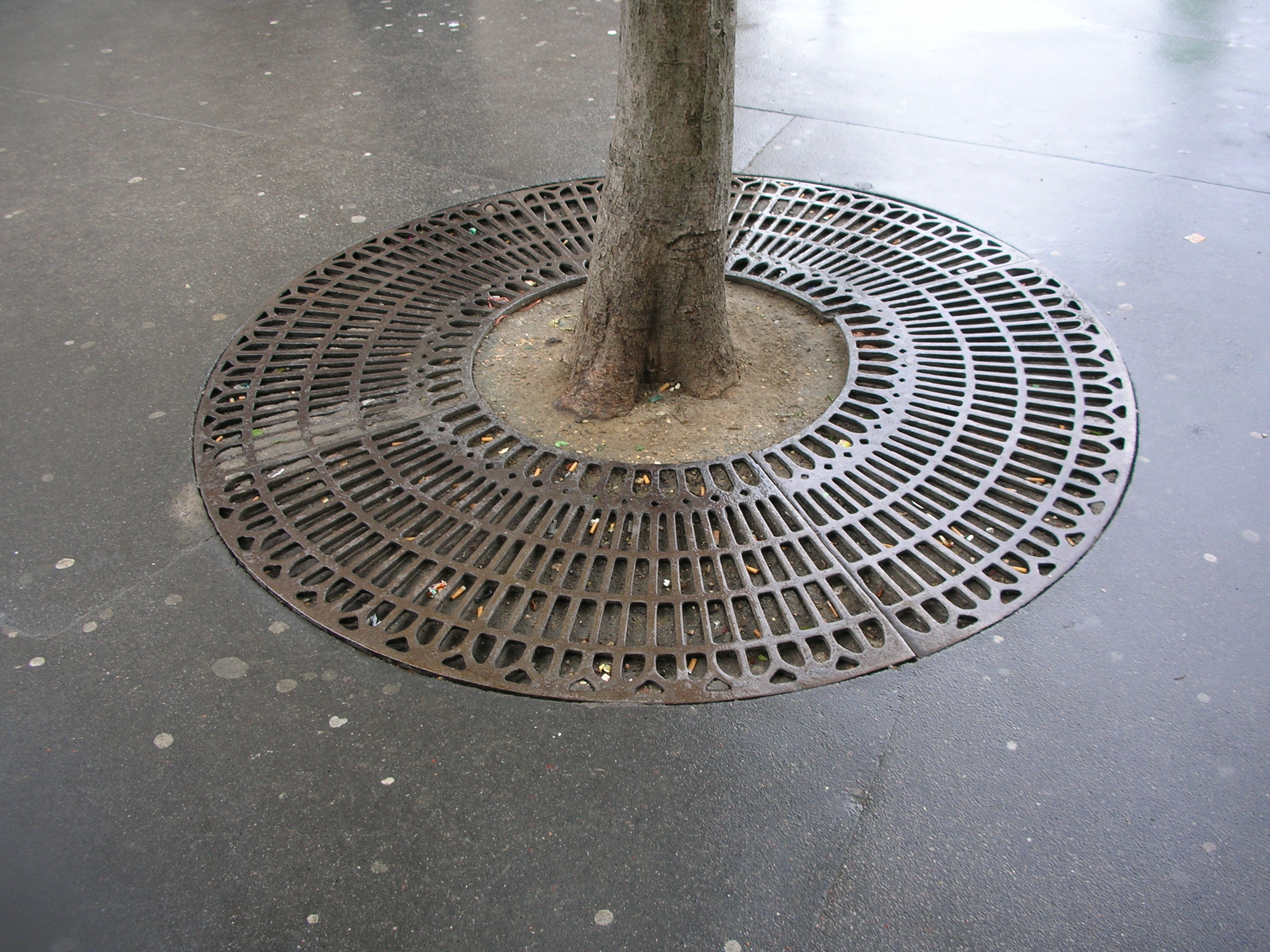
Gitterrost für einen Straßenbaum

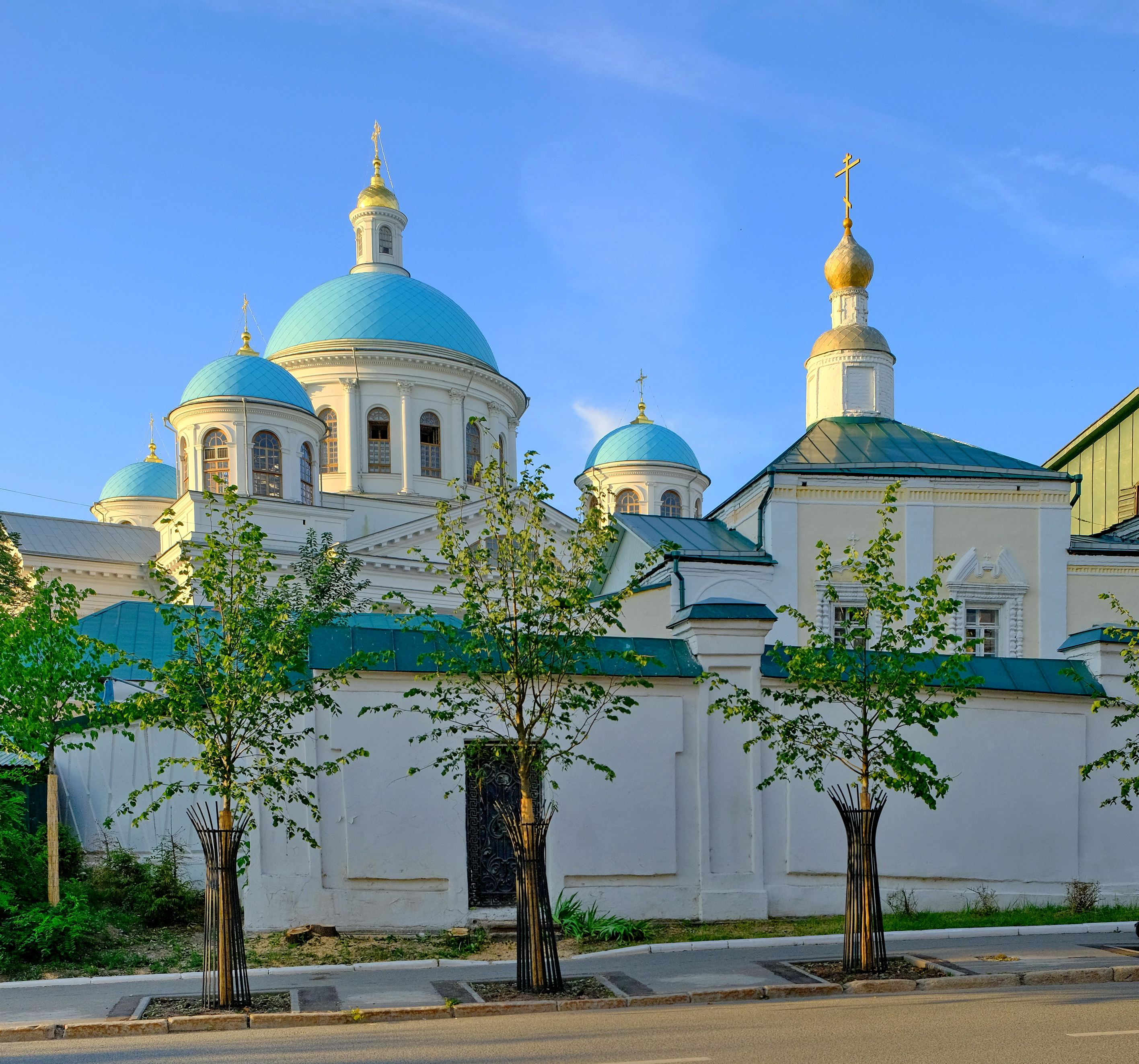
Baumschutz aus Stabeisen in Russland

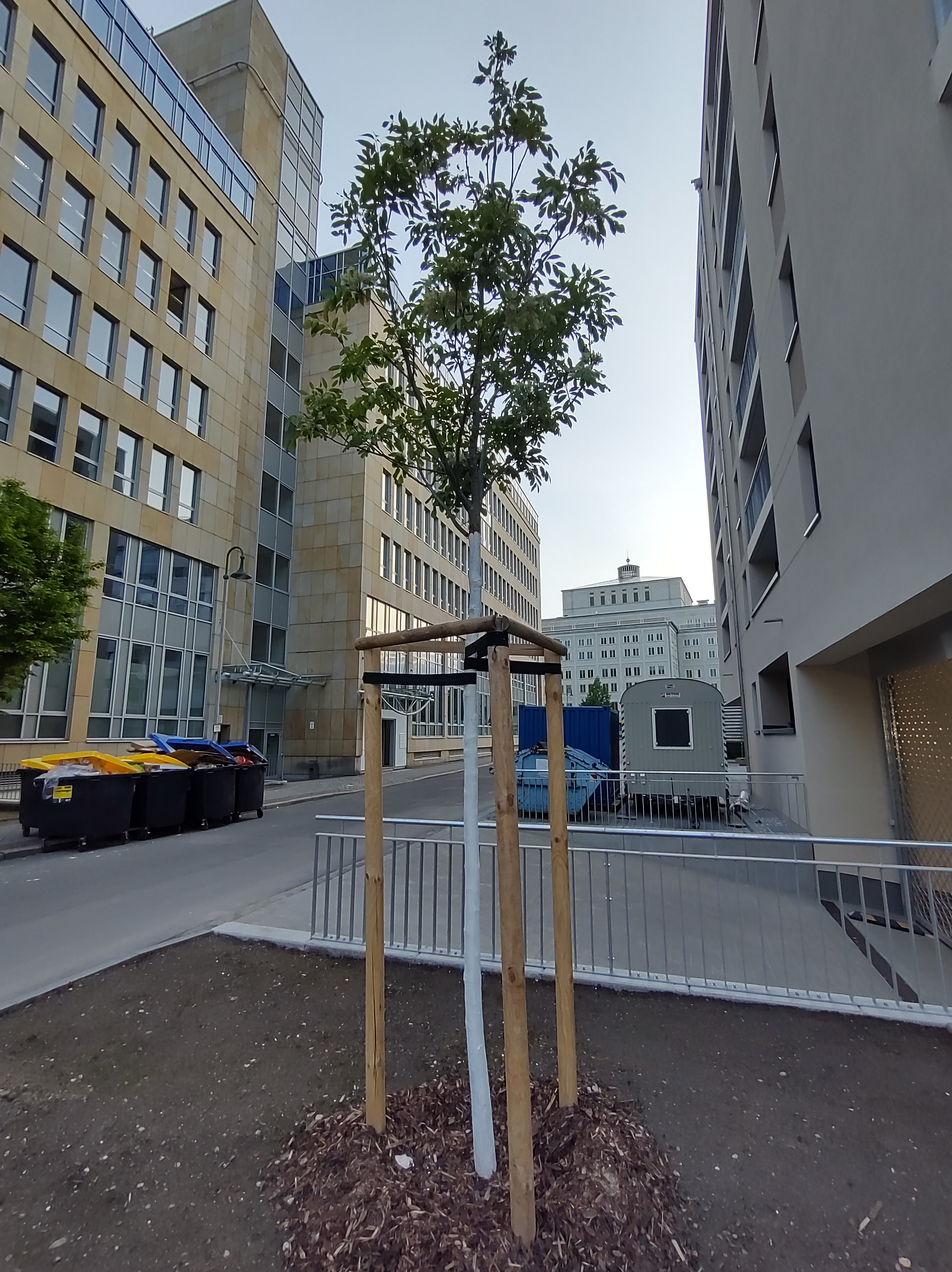
Vor Ort aus dünnen Rundhölzern zusammengesetzter Baumschutz

Der Begriff Baumschutz ist ein Spezialfall des Gehölzschutzes und wird oft synonym verwendet. Er steht für Maßnahmen, Rechtsnormen oder Richtlinien, die den einzelnen Baum oder eine Gruppe von Bäumen schützen soll. Beschädigungen und Fällungen bzw. Rodungen sollen vermieden oder ausgeglichen werden, insbesondere auch im Zusammenhang mit Baumaßnahmen. In einigen Staaten können einzelne Bäume als Baumdenkmal geschützt werden.
Außerhalb der Städte konzentriert sich der Baumschutz meist auf den Verbissschutz.

## Rechtliche Regelung in Deutschland
In Deutschland gilt das Bundesnaturschutzgesetz (BNatSchG) als rechtliche Grundlage für den Naturschutz und die Landschaftspflege. Der allgemeine Baumschutz ist in Deutschland nicht einheitlich geregelt, sondern den Ländergesetzen und vor allem Satzungen der Gemeinden überlassen. Sind solche Regelungen nicht vorhanden, soll sich der Baumschutz bei Eingriffen in den Naturhaushalt durch die Anwendung der §§ 18 und 19 BNatSchG (Eingriffsregelung) erreichen lassen. Aus dem § 19 des BNatSchG ergibt sich bei Baumaßnahmen auch das verbindliche Gebot der Vermeidung und Minimierung. 
Bei Baumaßnahmen ist diesem Gebot der Vermeidung Rechnung getragen, wenn mindestens 
- die DIN 18920 Schutz von Bäumen bei Baumaßnahmen eingehalten wird,
- die Richtlinien zum Schutz von Bäumen und Vegetationsbeständen bei Baumaßnahmen (R SBB) der Forschungsgesellschaft für Straßen- und Verkehrswesen (FGSV) beachtet wird (ersetzt die frühere RAS-LP 4) und
- die Bäume über einen Zeitraum von mindestens drei Vegetationsperioden nach Beendigung der Maßnahme keine Schädigungen aufweisen.

Viele Gemeinden und Städte haben Baumschutz- oder Gehölzschutzsatzungen als Rechtsnormen erlassen. Diese enthalten eine Definition der geschützten Gehölze (z. B. nach Stammumfang bei Bäumen oder nach Kronenumfang bei Büschen und Sträuchern). Meist werden nur private Grundstücksbesitzer verpflichtet, Fällungen zu unterlassen. Fällungen und habitusverändernde Eingriffe können genehmigungspflichtig sein. Es kann ein Antrag notwendig werden, in dem die zu fällenden Gehölze oder zu beschneidenden Bäume mit Stammumfang, Art, Vitalität genannt werden. Teilweise sind einzelne Bäume bereits in einem Lageplan kartografisch dargestellt. Im Falle eines Bauantrags sind Einzelbäume in der Regel darzustellen. Die zuständige Behörde (häufig die Untere Naturschutzbehörde) kann eine Genehmigung erteilen und je nach Satzung Ausgleichs- und Ersatzmaßnahmen festlegen.
Ein Bestandsschutz für Bäume, Gehölze, Hecken gilt in der Regel in der Zeit vom 1. März bis zum 30. September. In dieser Zeit sind massive Rückschnitte nicht erlaubt. Diese Regelung dient unter anderem dem Schutz der Nist-, Lebens- und Brutstätten von Tieren.

## Siehe auch

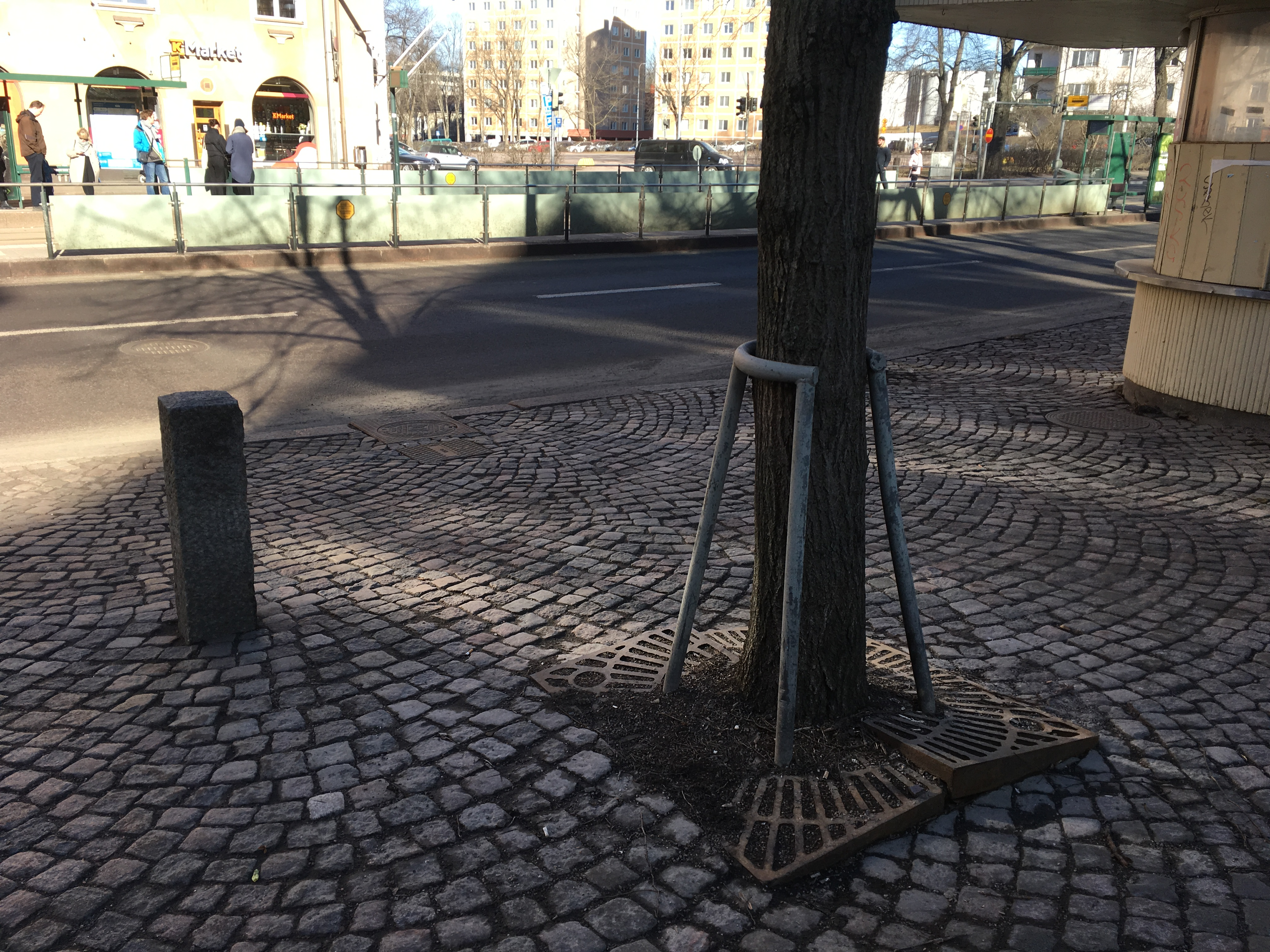
Stammschutz, der nicht mehr zerstörungsfrei entfernt werden kann, Helsinki
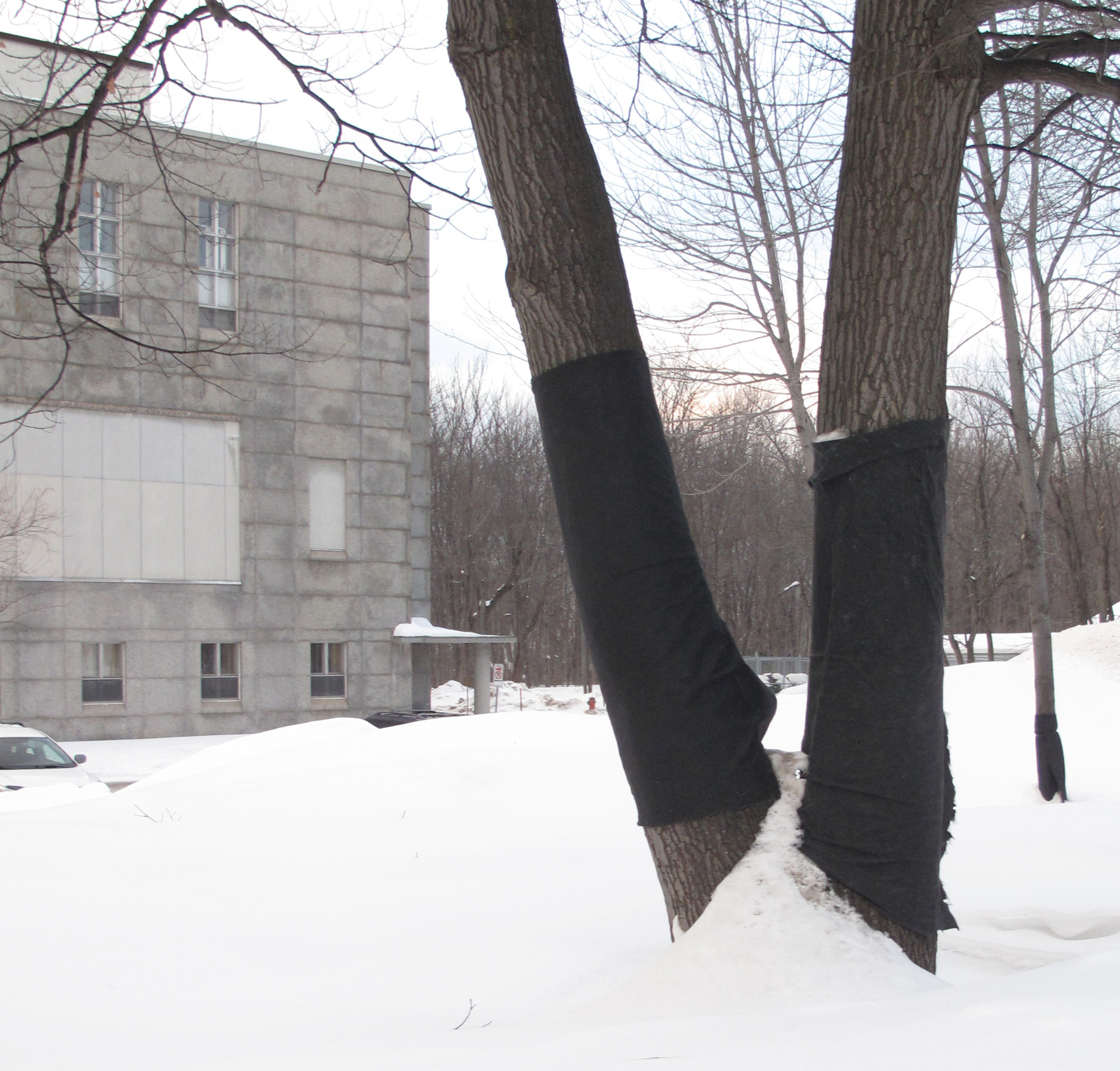
Frostschutz für eine Roteiche in Kanada
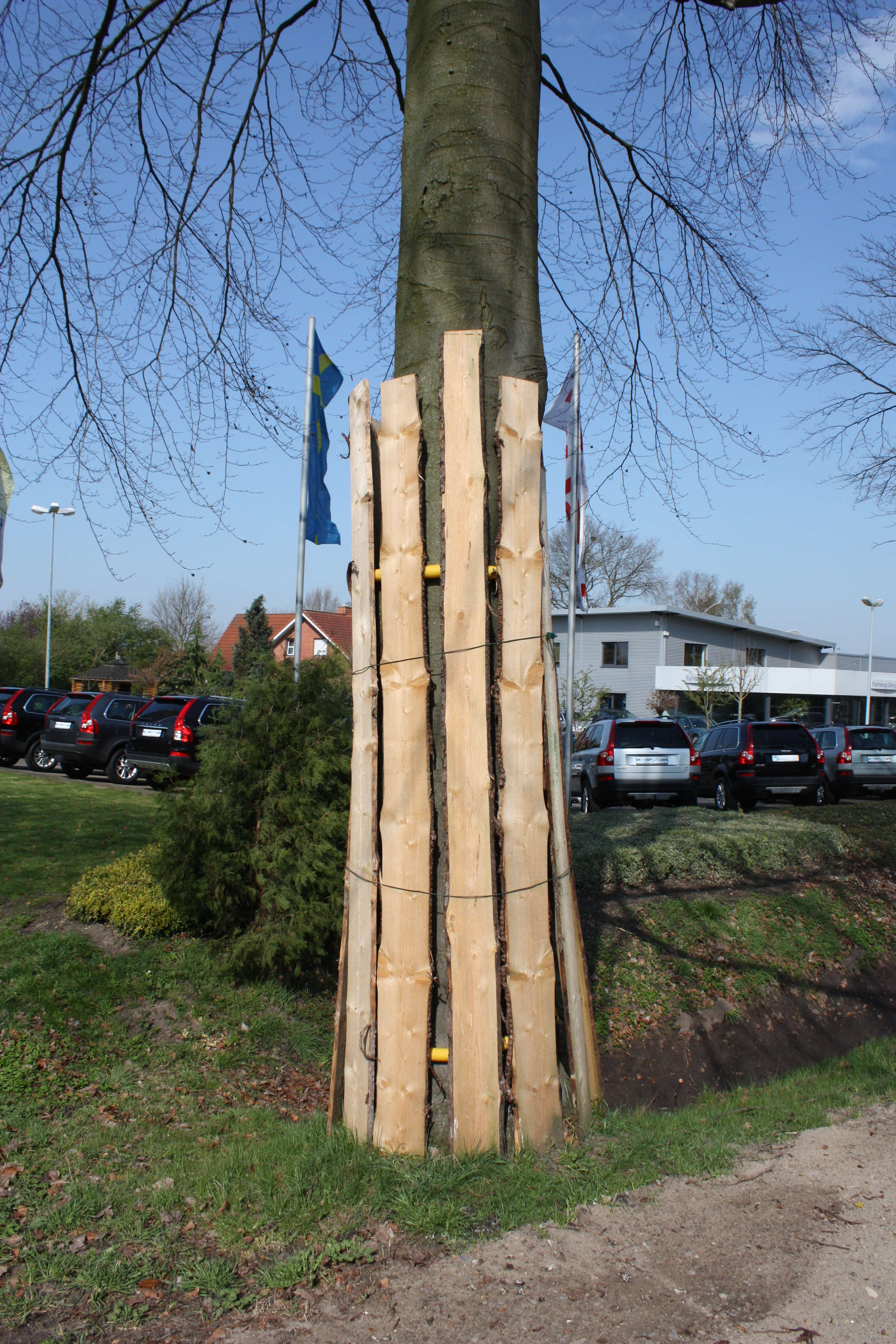
Baumschutz an einer Baustelle, Bundesstraße 6